# Mordellina atrofusca
Mordellina atrofusca es una especie de coleóptero de la familia Mordellidae. La subespecie es Mordellina atrofusca signatelloides.